# Alchemilla cryptocaula
Alchemilla cryptocaula é uma espécie de rosácea do gênero Alchemilla, pertencente à família Rosaceae.